# هرم مرن رع الأول
هرم مرن رع الأول هو هرم مصري بُني من أجل الملك المصري مرن رع الأول خلال الأسرة المصرية السادسة في سقارة على بعد 450 متر (1480 قدم) جنوب غرب هرم بيبي الأول، وبمسافة مماثلة بالنسبة لهرم جد كا رع. كان اسمه القديم «لمعان جمال مرن رع» أو ربما «كمال مرن رع يظهر». اليوم يتكون في الغالب من أنقاض؛ من الصعب الوصول إليه، وهو غير مفتوح للجمهور.

## تفاصيل
بُني الهرم على ارتفاع 52.5 متر (172 قدم و3 بوصة)، وطول القاعدة 78.75 متر (258 قدم و4 بوصات) بميل 53 درجة 07'48 بوصة. يبلغ طول الجسر 250 مترًا (820 قدم) وكان المجمع محاطًا بجدار من الطوب اللبن.
عُثرَ على آثار للمعبد الجنائزي فقط، وتشير الأدلة إلى أن البناء توقف فجأة عند نقطة واحدة ولم يستأنف أبدًا، ربما عند وفاة الملك.
يقع مدخل غرف الدفن إلى الوجه الشمالي الذي ينحدر إلى دهليز حيث يؤدي عمود آخر إلى غرفة الانتظار. على يمين غرفة الانتظار حجرة الدفن؛ إلى اليسار توجد غرفة صغيرة أخرى، «سرداب». في حجرة الدفن يوجد تابوت مزخرف بنقوش متعددة الألوان يقف على الحائط. عند العثور عليها كانت في حالة جيدة بالرغم من تعرضها للنهب. كان سقف حجرة الدفن موضوعًا فلكيًا ومغطى بالنجوم.

## التنقيب

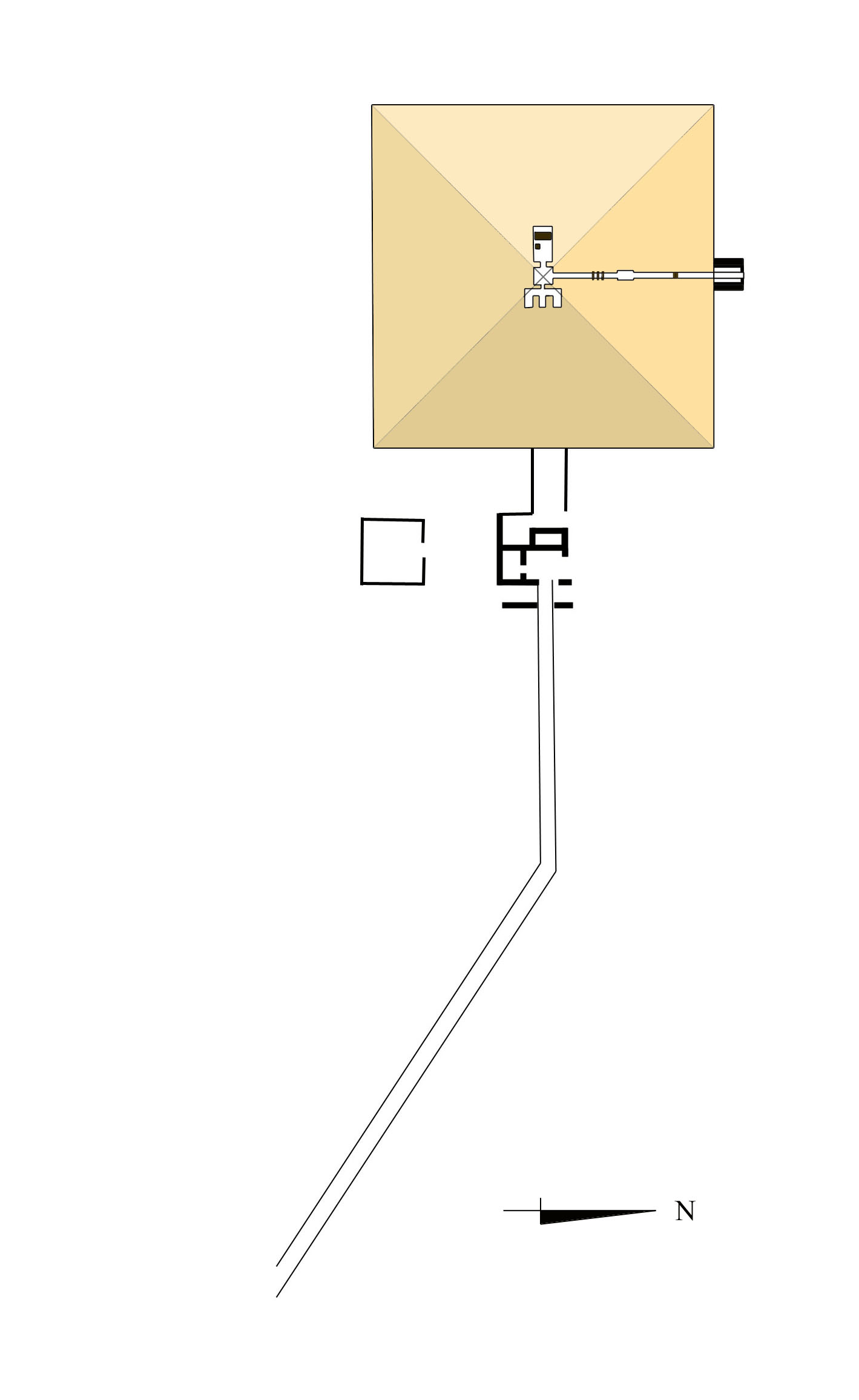
رسم تخطيطي للهرم.

فحص جون شاي بيرينج الهرم لأول مرة في ثلاثينيات القرن التاسع عشر. في وقت لاحق من ثمانينيات القرن التاسع عشر، اكتشف جاستون ماسبيرو الغرف الموجودة تحت الأرض حيث كان يبحث عن نصوص هرمية (نقوش على الجدران تصف عهد الملك)؛ اكتشفت بعثته مومياء داخل الهرم والتي كان يُعتقد أنها من بعض المقابر اللاحقة على الرغم من أن بعض العلماء المعاصرين يعتقدون الآن أنها كانت مومياء مرن رع بعد كل شيء. إذا كان الأمر كذلك، فهذا يجعلها أقدم مومياء معروفة. منذ أواخر القرن العشرين، قام فريق فرنسي بقيادة جان لوكلانت بإجراء بحث في الموقع.